# Tripteroides kingi
Tripteroides kingi är en tvåvingeart som beskrevs av Lee 1946. Tripteroides kingi ingår i släktet Tripteroides och familjen stickmyggor. Inga underarter finns listade i Catalogue of Life.